# Imortalismo
Imortalismo é o sistema de crenças, com base no desejo de escapar da morte física, ou pelo menos tanto quanto possível adiá-la. Muitas vezes usado como sinônimo de uma filosofia imortalista.
Pesquisa para a vida eterna, a busca da imortalidade - uma das mais profundas aspirações humanas, antecipando trans-humanismo por milhares de anos. Esta pesquisa está no coração da maioria dos ensinamentos religiosos e é um tema importante da cultura mundial.
Deve-se distinguir entre imortalismo científico e imortalismo esotérico. São radicalmente diferentes um do outro, em termos e métodos de alcançar a meta.

## Imortalismo Científico
Sistema de crenças baseado num desejo de adiar a morte física para sempre, com base na realização de ciências exactas, naturais e engenharia. É uma parte importante da pesquisa do trans-humanismo.
Segundo um levantamento, realizado entre os cientistas dos EUA em 1997, 50% deles acreditam na possibilidade da imortalidade pessoal da pessoa (neste caso, apenas 40% dos entrevistados se identificaram como pessoas religiosas).
Imortalidade, juntamente com a criação de máquinas de inteligência artificial e a resolução dos problemas da viagem interestelar, é considerada uma das metas de longo prazo importantes das Ciências aplicadas.